# کارولینا گروشکا
کارولینا گروشکا (لهستانی: Karolina Gruszka؛ زادهٔ ۱۳ ژوئیهٔ ۱۹۸۰) بازیگر اهل لهستان است.
از فیلم‌ها یا برنامه‌های تلویزیونی که وی در آن نقش داشته است می‌توان به مفقودشدگان، ماری کوری: جسارت دانش، ترفند، آغاز بهار، جادوگر (مجموعه تلویزیونی)، جادوگر (فیلم) و اینلند امپایر اشاره کرد.